# Torpille Mark 30
La torpille Mark 30 était une torpille anti-sous-marine britannique de 18 pouces, larguée par avion, à guidage acoustique passif. La torpille a été larguée par les avions Hawker Siddeley Nimrod et Avro Shackleton.
La Mark 30, également appelée Dealer B, était une torpille à tête chercheuse passive à huit ailerons utilisant des hélices conventionnelles. Lancée en juin 1954, la production de la Mark 30 s’est élevée à environ 1200 exemplaires. Elle a servi dans la Royal Navy et la Royal Air Force jusqu’en 1975. Le développement d’une variante, la Mark 30 Mod 1, a été annulé en 1955 après que la Royal Navy ait décidé d’acheter la torpille Mark 43 américaine en remplacement.